# Nurfitriyana Saiman
Nurfitriyana Saiman (née le 7 mars 1962 à Jakarta) est une archère indonésienne.

## Biographie
Aux Jeux olympiques d'été de 1988 se tenant à Séoul, Nurfitriyana Saiman remporte la médaille d'argent olympique par équipe avec Kusuma Wardhani et Lilies Handayani.